# Château de Valon
Ne doit pas être confondu avec Château du Vallon.
Le château de Valon est un ancien château fort, dont l'origine remonte au XIe siècle, aujourd'hui en ruine, dont les vestiges se dressent sur la commune française de Lacroix-Barrez dans le département de l'Aveyron, en région Occitanie.
Les ruines du château font l'objet d'une inscription au titre des monuments historiques par arrêté du 21 octobre 1925.

## Localisation
Le château est construit sur un promontoire qui domine de 300 mètres la vallée de Truyère et le bourg de Lacroix-Barrez, dans le département français de l'Aveyron.

## Historique

### Guerre de Cent Ans
Après la bataille de Poitiers, le roi Jean II le Bon est fait prisonnier à Londres où il meurt. Les Anglais envahissent le Rouergue, le Carladez et la Haute Auvergne où ils sèment la ruine et la désolation.[réf. nécessaire]
En 1378, Aymerigot Marchès, un seigneur bandit du Limousin qui a pris le parti des Anglais, parvient à s'emparer des châteaux de Carlat et d'Alleuze, puis du fortalicium de Valo qu'il utilise pour piller et rançonner toute la région. Arrêté par son parent le seigneur de Tournemire, il est transféré à Paris où il est pendu, place de Grève, en 1387. Le 6 juillet de la même année, un traité est conclu entre les Anglais et la réunion des comtes de Rodez, de Toulouse, de Gévaudan et du Velay pour racheter et évacuer les places prises. Le capitaine gascon de Valon pour les Anglais, Ramonet de Sort, remit le château de Valon à son suzerain, Jean III d'Armagnac, comme vicomte de Carlat.

## Seigneurs et propriétaires
Plusieurs familles se sont succédé pendant les huit siècles d'histoire de Valon.

### Famille de Valon
- Bertrande d'Avallon est traditionnellement considérée comme la mère naturelle d'Henri de Rodez, fils d'Hugues de Rodez, vicomte de Carlat qui est né vers 1175. Selon le duc de La Salle, elle était fille d'un meunier et son nom était Amalon, signifiant au Meunier.
- En 1265, Philippus de Vallo et Stéphane de Valon, frères, ainsi que Bérenger de La Gleiziole, Pistors de Muro (Pètre de Murs) donnent reconnaissance pour le château et mandement de Valon au vicomte de Carlat[3]. Le texte précise les limites de la seigneurie.

Les hommages de cette famille se succèdent en 1267, 1280 et 1300. Il passe dans la famille de Peyre, des seigneurs de Pierrefort, dont la famille de la Gleiziole était vassale.

### Famille de Peyre
La première mention que l'on trouve du château d'Avallon se trouverait dans un hommage pour un autre fief d'Astorg de Peyre à Raymond-Bérenger, comte de Rouergue.
- Étienne de Peyre de Pierrefort, rend hommage en 1300 pour Valon à Henri II de Rodez comme vicomte de Carlat auquel il doit « homaige ost e chevauchée ». Il a une fille :
- Haladie de La Peyre, qui est son héritière, dame de Neyrebrousse et de Valon qu'elle apporte en 1341 par mariage à Aymeric Rolland, seigneur de Cromières à Raulhac, fils de Guillaume Rolland, seigneur de Cromières et de Villecomtal sénéchal de Rouergue.

### Famille Rolland
Cette famille est issue de la bourgeoisie d'Aurillac.
- Aymeric Rolland, seigneur de Cromières, à Raulhac[note 1], épouse en 1341 Haladie de Peyre, dame de Valon. Devenu gouverneur des États pontificaux, il eut une fortune considérable.
- De 1414 à 1421, Guillaume Rolland est sénéchal du Rouergue et gouverneur du château de Carlat.
- En 1456, Pierre Rolland, chevalier, seigneur de Valon, de Villecomtal, etc., sénéchal de Castres, fait son testament au château de Valon et demande à être enterré dans la chapelle Saint-Blaise du château, avec ses ancêtres. Il avait épousé Isabeau du Tournel, fille d'Armand Guérin de Châteauneuf, et de Marquèze de Beaufort-Canillac, qui lui donna deux filles mariées : Marguerite et Lucie, et un fils :
- Jacques Rolland, seigneur de Valon, qui meurt en 1524, en ne laissant que trois filles : Guillemine, Jeanne et Alix, qui vendirent Valon à Louis de Chaumeil, capitaine de cent hommes d'armes qui tenait garnison à Valon.

### Famille de Chaumeil de Dienne
Au XVIe siècle la famille de Chaumeil, dont une autre branche est seigneur de Caillac vint se fixer dans le Barrez.
- En 1532, Louis de Chaumeil, est capitaine du château de Valon. Son fils :
- Louis de Chaumeil se marie en 1573 avec Françoise de Dienne, fille de François, bailli des Montagnes d'Auvergne, et de Jeanne d'Aubusson, achète en 1580 les terres de Vilherols près de Lacroix, et vend Valon vers 1589 à Louis de Fontanges, qui suit.

Ses descendants sont connus par la suite sous le nom de Chaumeil de Dienne, famille qui est maintenue dans la noblesse de Rouergue en 1668.
Pierre de Chaumeil de Dienne nait en 1747, fils de Guillaume et de Catherine Vigié, fut convoqué en 1789 à l'Assemblée de la Noblesse de Rouergue. Il épouse vers 1800, Marguerite de Fontanges, fille de Louis-Marie, seigneur de Velzic qui lui donne six enfants, parmi lesquels :
- Marcellin de Chaumeil de Dienne (1801-1879), marié à la fille de Bertrand-Joseph Greil de Volpilhère, seigneur de Messilhac, qui lui donne deux fils :
- le docteur Jean-Pierre de Chaumeil de Dienne (1802-1847), marié à Antoinette-Eulalie Delpuech ;
- Françoise-Catherine de Chaumeil de Dienne, mariée en 1824 avec Jean-Bernardin de Monteil de Septfonds, frère de Bernardin-Auguste, maire de Mur-de-Barrez.

### Famille de Fontanges
- Louis de Fontanges (1545-1622), seigneur d'Escalmels à Ladinhac, d'Auberoques, de Labesserette, avait acheté Valon en 1589 à la famille de Chaumeils.
- En 1676, son petit-fils, Jean-Louis de Fontanges (1612-1676), seigneur de la Salle à Leucamp et de Lacapelle-del-Fraisse, marié à Gasparde-Henriette d'Espinschal, y fait son testament en faveur de son fils unique Jean-François de Fontanges, marquis d'Auberoque, capitaine qui fut tué en 1695 à la bataille de Marseille sans s'être marié. Sa sœur :
- Marie-Charlotte de Fontanges (1670-1738), dame d'honneur de la duchesse du Maine, hérite de Valon. Elle se marie en 1695 à Henri-Joseph de La Garde de Chambonas, auquel elle donne un fils :
- Joseph de La Garde de Chambonas, brigadier d'armées, qui revend en 1745 les château et domaine de Valon à Jérôme de Verdier, trésorier de France de la Généralité de Montauban, général des Finances.

### Famille de Verdier de Mandilhac
- Jérôme de Verdier, seigneur de Mandilhac, né le 23 février 1680 à Vic, fils d'Antoine Verdier, conseiller du roi et juge à Mur, et de Marguerite de Monteil, dame de Mandilhac, avait épousé en premières noces en 1709 Antoinette de Pélamourgues qui lui donne deux filles, puis en 1720 il se remarie à Mur avec Marie-Anne de Balsac de Firmy, qui lui donne au moins huit enfants, parmi lesquels :
  - Jean-Antoine de Verdier, né le 6 avril 1723, avocat en parlement, marié en 1745 à Gabrielle Rocher de Sistrières (1723-1798), dont le fils Paul de Verdier d'Aubusson (1757-1842) sera maire de Mur-de-Barrez ;
  - Jérôme de Verdier, né le 16 avril 1729, capitaine de dragons, qui hérite de Valon, mais qui n'a pas d'alliance, et teste en faveur de son frère ;
  - Anne-Marguerite de Verdier, née le 10 juin 1726, mariée en 1746 à Mur avec Jean-François Pagès des Huttes (1716-1793), procureur du roi à Vic, capitoul de Toulouse ;
  - Guillaume-Jean-Philippe de Verdier, seigneur de Mandillac, né le 2 mai 1725, trésorier de France à la suite de son père. Marié en 1758 avec Marie de Gaches de Vinzac (1734-1799), fille de Jean Guillaume Gaches de Venzac et de Charlotte Viale, il meurt en 1813 à Mur, en laissant plusieurs enfants :
    - Delphine de Verdier, mariée à Paulin Mazars ;
    - Jérôme-Marcellin de Verdier, officier de dragons, seigneur de Valon, marié en 1783 à Sauveterre avec Jeanne Delpech del Perié (1764-1784), fille de Pierre Delpech et de Marguerite Merlin, dont il ne laisse pas d'enfant, et marié en secondes noces en 1814 avec Catherine Pagès des Huttes (1784-1870), fille de Jérôme et de Marie Boudet, dont il ne laisse pas d'enfants ;
    - Marie de Verdier, mariée en 1782 à Mur avec Raymond de Bancarel (1753-1830), seigneur d'Hyars, trésorier de France à Montauban, puis conseiller à la Cour impériale de Montpellier, auquel elle donne trois enfants : Philippe de Bancarel qui suit, Henri et Marie-Louise de Bancarel d'Hyars, mariée en 1814 avec son cousin le docteur Jean-Baptiste Vidal de Saint-Urbain (1770-1880), fils de Jean Vidal, seigneur de Canillac, avocat au parlement de Toulouse, et de Louise de Verdieer de Mandilhac.

### Famille de Bancarel d'Hyars
- Philippe de Bancarel d'Hyars (1784-1857), conseiller général de l'Aveyron en 1812, devient propriétaire de Valon. Il se marie deux fois :
  - en 1816 à Montrosier avec Pauline Pons de Vayssette (1789-1822), qui lui donne deux filles : 
    - Pauline de Bancarel d'Hyars, mariée à Alexandre de Baduel d'Oustrac (1811-1874), maire de Laguiole, père de Jules Baduel d'Oustrac (1840-1878), maire aussi de Laguiole, conseiller général, et de Léon Baduel d'Oustrac (1843-1898), député de l'Aveyron ;
    - Nina de Bancarel d'Hyars, mariée en 1840 à Balthazar de gaches de Venzac.

  - en 1824 avec Adolie de Cassan-Floyrac, qui lui donne trois autres enfants, dont 
    - Élise de Bancarel[7], (1825-1898), mère de Gabriel Vidal de Saint-Urbain (1845-1925), avocat général, député de l'Aveyron.

Ensuite, Valon appartient à la famille Delrieu, de Pleaux, qui le donne à Antoine Delmas, de Taleyssac.

## Description
Le château, construit en moellons de schiste bruts, sauf le donjon, comprend une avant-cour entièrement fermée par les bâtiments d'habitation qui bordaient une cour intérieure au fond de laquelle se trouve un mur plein qui forme chemise au donjon. Une deuxième porte faisait communiquer ce couloir avec un passage. Il fallait contourner le donjon pour trouver l'entrée. Le donjon avait une échauguette à chaque angle et une salle haute entourée de mâchicoulis.

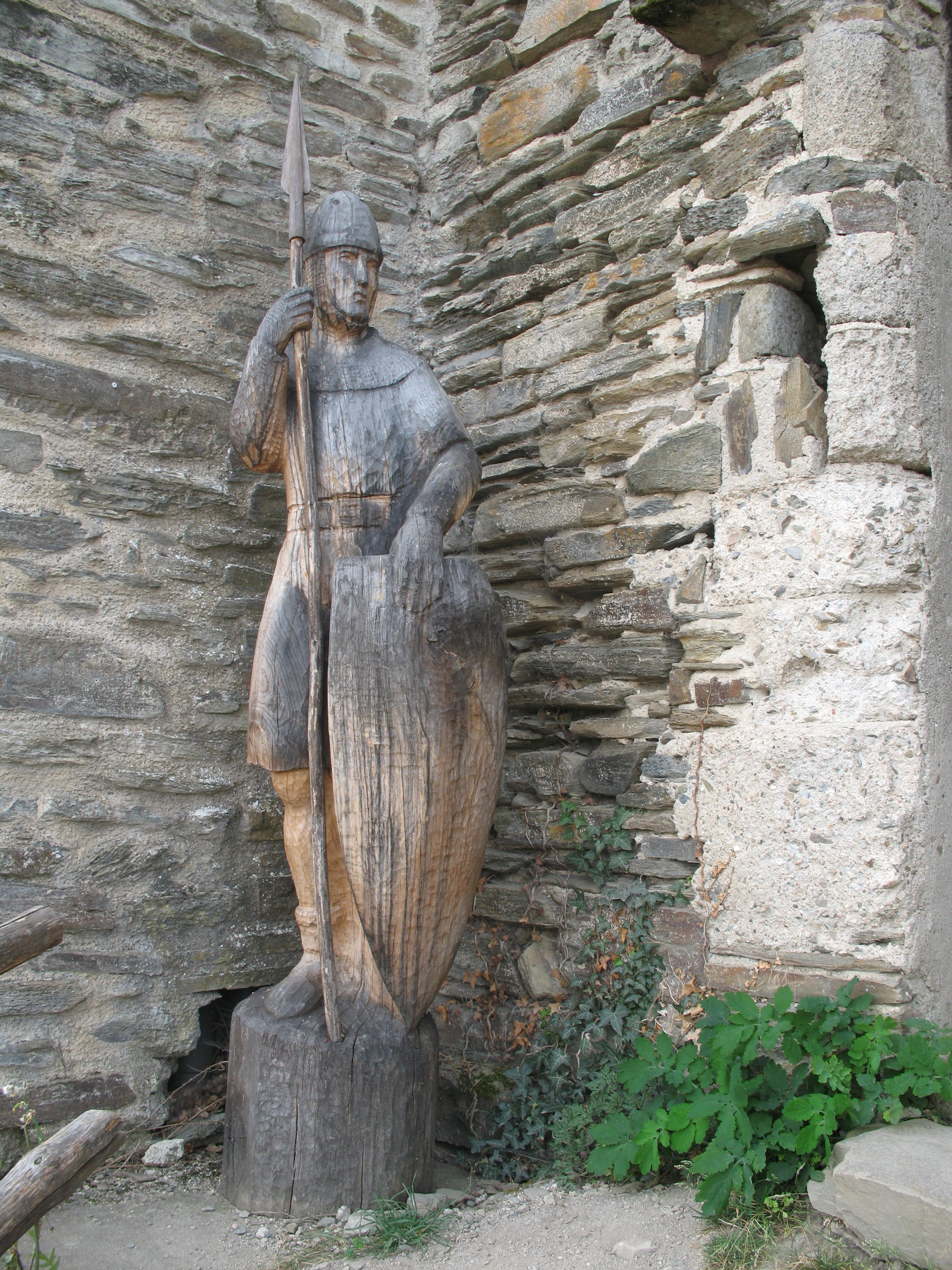
À l'entrée.
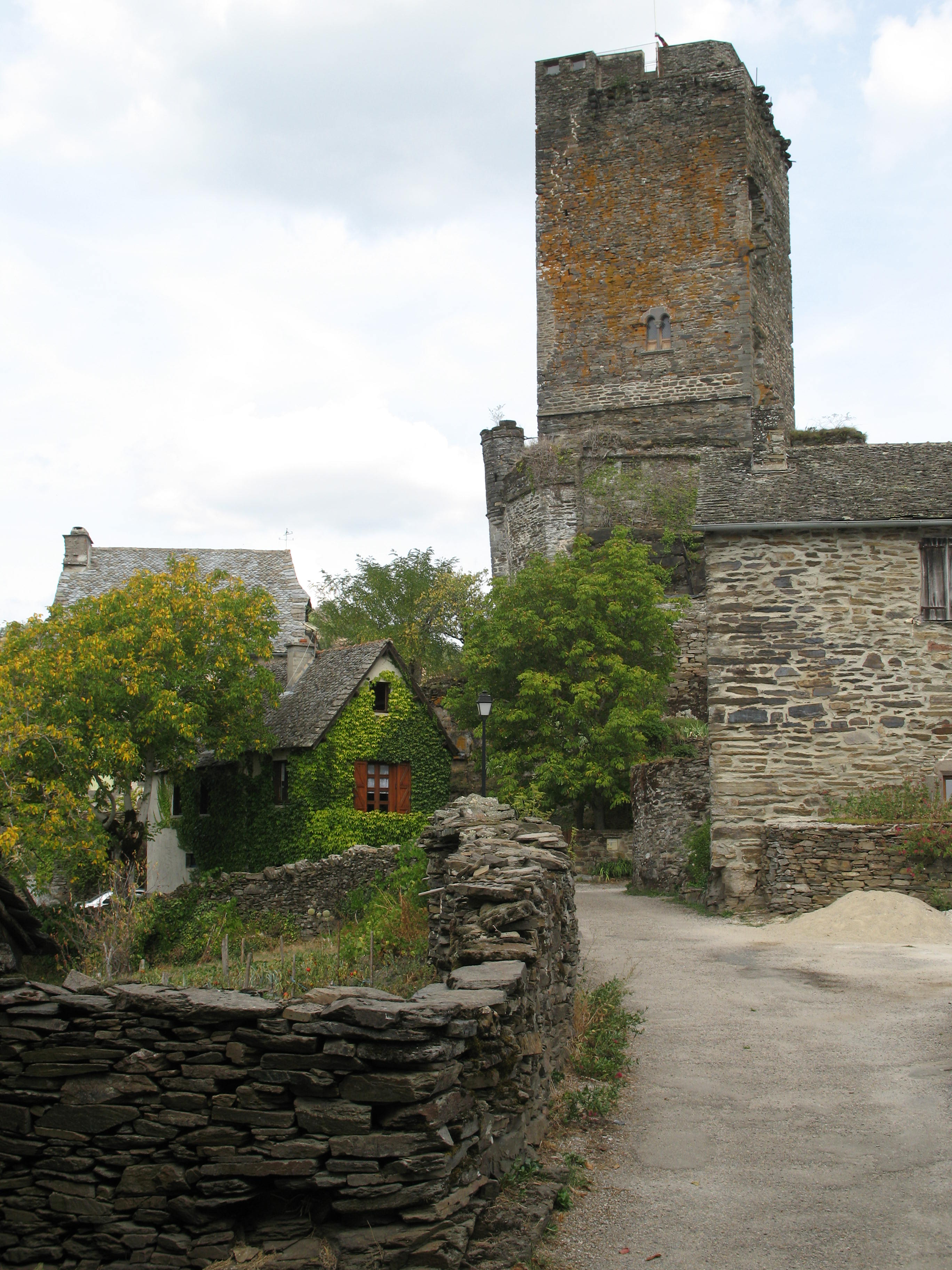
Donjon.

### Ruine du château
Le château de Valon n'est plus entretenu à partir de la Révolution française et vers 1845, les toitures se sont effondrées. Des habitants récupérèrent un grand nombre de matériaux et d'éléments d'architecture, en sorte que seul le donjon a conservé ses quatre salles superposées reliées par un étroit colimaçon.

### Rénovation
Antoine Delmas de Taleyssac vend[Quand ?] Valon pour 1 000 Francs à Jean-Louis Fougerousse, un architecte archéologue, qui se propose de le restaurer[réf. nécessaire]. Il sauve l'édifice d'une ruine définitive, fait réparer l'angle détruit par la foudre et construire la plateforme en béton qui couronne et consolide le donjon[réf. nécessaire].
Le château a été racheté et mis à la disposition du public par la Communauté de communes de Carladez. En 2003, les ouvertures et l'aménagement de l'esplanade ont été refaits. En 2008, restauration de la cour intérieure gauche. En 2009, création d'un deuxième accès pédestre.
Il est encore prévu les travaux de restauration suivants :
- aménagement du tour de ronde complet des enceintes extérieures ;
- restauration intérieure de l'église ;
- réfection et prolongement de la montée empierrée du porche.

## Visites
Le château est ouvert à la visite.